# Batı, Pendik
Batı là một xã thuộc huyện Pendik, tỉnh Istanbul, Thổ Nhĩ Kỳ.